# Пах (река)
Пах — река в России, протекает по Афанасьевскому району Кировской области. Устье реки находится в 1637 км по левому берегу реки Кама. Длина реки составляет 12 км.
Исток реки у нежилой деревни Нефёдовская в 8 км к юго-востоку от села Пашино (центр Пашинского сельского поселения). Река течёт на запад, протекает деревни Торопынино, Митрохово, Афиногеново и несколько нежилых. Впадает в Каму у села Пашино.

## Данные водного реестра
По данным государственного водного реестра России относится к Камскому бассейновому округу, водохозяйственный участок реки — Кама от истока до водомерного поста у села Бондюг, речной подбассейн реки — бассейны притоков Камы до впадения Белой. Речной бассейн реки — Кама.
Код объекта в государственном водном реестре — 10010100112111100000269.